# Гіїмкент — Текстілкент (станція метро)
41°04′17″ пн. ш. 28°52′00″ сх. д. / 41.07127° пн. ш. 28.86677° сх. д.
Гіїмкент — Текстілкент (тур. Giyimkent-Tekstilkent) — метростанція на лінії М7 Стамбульського метро.
Станцію було відкрито 28 жовтня 2020

Розташування: станція розташована у мікрорайоні Оручреїс району Есенлер під вулицею Гіїмкент. Поруч зі станцією знаходиться електродепо лінії М7. Крім того, на станції є підземна автостоянка місткістю 203 автівки.
Конструкція: колонна двопрогінна станція мілкого закладення типу горизонтальний ліфт з однією острівною прямою платформою.
Пересадки
- Автобуси: 33, 33B, 33ES, 33M, 33TE, 33TM, 33Y, 98G, 98Y, HT11
- Маршрутки: Топкапи-Багджилар-Гіїмкент, Ширіневлер-Гіїмкент, Мертер-Гіїмкент

| Попередня станція                           | Лінія | Лінія                           | Лінія | Наступна станція               |
| ------------------------------------------- | ----- | ------------------------------- | ----- | ------------------------------ |
| Караденіз-махаллесі до Шишлі — Меджидієкьой |       | M7 (Стамбульський метрополітен) |       | Юз'їл — Оруч-Реїс до Махмутбей |